# Impago soberano

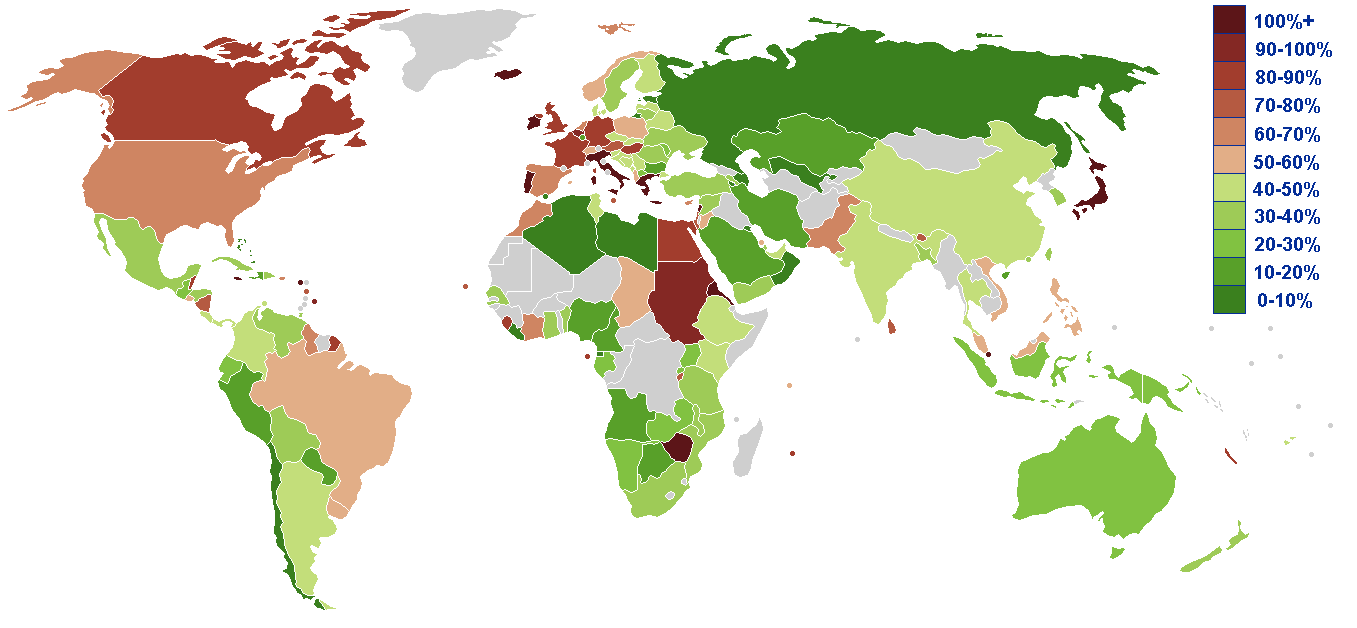
La deuda pública en el mundo según el porcentaje del producto interno bruto (PIB) (2012)

Un impago soberano, cesación/suspensión de pagos soberana o default soberano es el fracaso o el rechazo del Gobierno de un Estado soberano a pagar su deuda pública en su totalidad. El cese de los pagos debidos (o cuentas por cobrar) puede ir acompañado de la declaración formal de un Gobierno, en favor del no pago (o el reconocimiento parcial) de sus deudas, o puede ser sin previo aviso. Una agencia de calificación de riesgos tendrá en cuenta, en sus calificaciones, el capital, los intereses, los incumplimientos extraños y procesales, el incumplimiento de los términos de los bonos u otros instrumentos de deuda.

## Características
Si los posibles prestamistas o compradores de bonos comienzan a sospechar que un gobierno puede no pagar su deuda, pueden exigir una alta tasa de interés en compensación por el riesgo de incumplimiento. Un aumento dramático en la tasa de interés que enfrenta un gobierno debido al temor de no cumplir con su deuda a veces se llama una crisis de deuda soberana. Los gobiernos pueden ser especialmente vulnerables a una crisis de deuda soberana cuando dependen del financiamiento a través de bonos a corto plazo, ya que esto crea una situación de desajuste de vencimientos entre su financiamiento a corto plazo y el valor de los activos a largo plazo de su base tributaria. 
También pueden ser vulnerables a una crisis de deuda soberana debido a la falta de coincidencia de divisas : si se aceptan pocos bonos en su propia moneda en el extranjero, y así el país emite principalmente bonos denominados en el extranjero, la disminución en el valor de su propia moneda puede hacer que sea prohibitivamente caro para pagar sus bonos denominados en el extranjero (lo que se conoce en economía como "pecado original").
Dado que un gobierno soberano, por definición, controla sus propios asuntos, no puede ser obligado a pagar su deuda. No obstante, los gobiernos pueden enfrentar una fuerte presión por parte de los países prestamistas. En algunos casos extremos, una importante nación acreedora, antes del establecimiento del Artículo 2 (4) de la Carta de la ONU que prohíbe el uso de la fuerza por parte de los Estados, hizo amenazas de guerra o libró una guerra contra una nación deudora por no pagar la deuda para incautar activos y hacer cumplir los derechos de sus acreedores . Por ejemplo, Gran Bretaña invadió Egipto en 1882. Otros ejemplos incluyen la "diplomacia de cañoneros" de los Estados Unidos en Venezuela a mediados de la década de 1890 y la ocupación de Haití por los Estados Unidos a partir de 1915.
Hoy en día, un gobierno cuyos incumplimientos pueden ser ampliamente excluidos de otros créditos, algunos de sus activos en el extranjero pueden ser incautados; y puede enfrentar la presión política de sus propios tenedores de bonos nacionales para pagar su deuda. Por lo tanto, los gobiernos rara vez incumplen el valor total de su deuda. En cambio, a menudo entran en negociaciones con sus tenedores de bonos para acordar una demora ( reestructuración de la deuda ) o una reducción parcial de su deuda (un " corte de pelo o cancelación "). 
Algunos economistas han argumentado que, en el caso de crisis agudas de insolvencia, puede ser aconsejable que los reguladores y los prestamistas supranacionales diseñen de forma preventiva la reestructuración ordenada de la deuda pública de una nación, también llamada "impago ordenado" o "impago controlado". En el caso de la crisis de deuda soberana de Grecia, estos expertos generalmente creen que un retraso en la organización de un incumplimiento ordenado perjudicaría aún más al resto de Europa.
El Fondo Monetario Internacional a menudo presta para la reestructuración de la deuda soberana. Para garantizar que los fondos estén disponibles para pagar la parte restante de la deuda soberana, ha condicionado dichos préstamos a actos como la reducción de la corrupción, la imposición de medidas de austeridad, como la reducción de los servicios del sector público no rentables, el aumento de la recaudación de impuestos (ingresos) o, más raramente, sugiere otras formas de recaudación de ingresos, como la nacionalización de sectores económicos ineptos o corruptos, pero lucrativos. Un ejemplo reciente es el acuerdo de rescate griego de mayo de 2010 . Después de la crisis financiera de 2008, con el fin de evitar un incumplimiento soberano, España y Portugal, entre otros países, han convertido sus superávits comerciales y de cuenta corriente en excedentes. Actualmente, algunos países miembros de la CEI ( Armenia, Tayikistán, Kirguistán ), algunos países africanos ( Camerún, Egipto ), etc., han acumulado niveles de deuda del gobierno central que superan la mitad del PIB de esos países. 

## Causas
Según el historiador financiero Edward Chancellor, las instancias pasadas de incumplimiento soberano tienden a ocurrir en algunas o todas las siguientes circunstancias:
- Una inversión de los flujos globales de capital.
- Préstamos imprudentes
- Préstamos fraudulentos
- Deudas externas excesivas
- Un mal historial de crédito
- Préstamos improductivos
- Riesgo de vuelco
- Ingresos débiles
- Tasas de interés en alza
- Deuda terminal

Un factor importante en el incumplimiento soberano es la presencia de deudas significativas con inversionistas extranjeros, como bancos que no pueden obtener pagos oportunos a través del apoyo político de los gobiernos, tribunales supranacionales o negociaciones. La aplicación de derechos de los acreedores contra los Estados soberanos es con frecuencia difícil. Tales incumplimientos intencionados (el equivalente a la quiebra estratégica por parte de una empresa o el incumplimiento estratégico por parte de un hipotecario, excepto sin la posibilidad del ejercicio de los derechos de los acreedores normales, como la incautación de activos y la venta) pueden considerarse una variedad de robo soberano; esto es similar a la expropiación (incluido el reembolso inadecuado para el ejercicio del dominio eminente). Algunos     también creen que el incumplimiento soberano es un lado oscuro de la globalización y el capitalismo.

### Insolvencia / sobreendeudamiento del Estado
Si un Estado, por razones económicas, incumple sus obligaciones de tesorería, o ya no puede o no está dispuesto a manejar su deuda, sus obligaciones, o a pagar los intereses de esta deuda, se enfrenta a un incumplimiento soberano. Para declarar la insolvencia, es suficiente si el Estado solo puede (o está dispuesto a) pagar parte de sus intereses adeudados o liquidar solo parte de la deuda.
Las razones para esto incluyen:
- Incrementos masivos de la deuda pública.
- Descensos en el empleo y por tanto en los ingresos fiscales.
- Regulación gubernamental o amenazas percibidas de regulación de los mercados financieros. [cita requerida]
- malestar popular en las medidas de austeridad para pagar la deuda en su totalidad.

El incumplimiento soberano causado por la insolvencia históricamente siempre ha aparecido al final de largos años o décadas de emergencia presupuestaria (gasto excesivo), en el que el Estado ha gastado más dinero del que recibió. Este margen presupuestario se cubrió mediante un nuevo endeudamiento con ciudadanos, bancos, Estados nacionales y extranjeros.

### Iliquidez
La literatura propone una distinción importante entre la falta de liquidez y la insolvencia . Si un país no puede cumplir temporalmente con los pagos de intereses o principios pendientes porque no puede licuar suficientes activos, está "en incumplimiento debido a la falta de liquidez". En este concepto, el incumplimiento se puede resolver tan pronto como los activos que son "de forma sólo líquida temporalmente" se vuelvan líquidos (nuevamente), lo que hace de la iliquidez un estado temporal, en contraste con la insolvencia. La debilidad de este concepto es que es prácticamente imposible probar que un activo solo es temporalmente iliquido. 

### Cambio de gobierno
Si bien normalmente el cambio de gobierno no cambia la responsabilidad del Estado para manejar las obligaciones de tesorería creadas por gobiernos anteriores, sin embargo, se puede observar que en situaciones revolucionarias y después de un cambio de régimen, el nuevo gobierno puede cuestionar la legitimidad del anterior, y por lo tanto, se incumplen las obligaciones de tesorería consideradas deudas odiosas. 
- Incumplimiento de las deudas de la Francia borbónica después de la Revolución Francesa.
- incumplimiento de los bonos a través de Dinamarca en 1850, que fueron emitidos por el gobierno de Holstein instatado por la Confederación alemana.
- incumplimiento de las deudas del Imperio ruso después de que el gobierno soviético llegó al poder en 1917.[13]
- El repudio de las deudas de los Estados Confederados de América por los Estados Unidos después de la Guerra Civil a través de la ratificación de la Sección 4 de la Decimocuarta Enmienda.

### Declive del Estado
Con el declive de un Estado, sus obligaciones se transfieren a uno o varios Estados sucesores . 
Las guerras perdidas aceleran significativamente el incumplimiento soberano. Sin embargo, especialmente después de la Segunda Guerra Mundial, la deuda pública se incrementó significativamente en muchos países, incluso durante los períodos de paz. Mientras que en un principio la deuda era bastante pequeña, debido al interés compuesto y al gasto excesivo continuo, fue aumentando sustancialmente. 

## Aproximaciones al pago de la deuda
Existen dos teorías diferentes sobre por qué los países soberanos pagan su deuda: 

### Enfoque de la reputación
El enfoque de reputación estipula que los países valoran el acceso a los mercados internacionales de capital porque les permite suavizar el consumo frente a la producción volátil o las oportunidades de inversión fluctuantes. Este enfoque no asume factores externos, tales como acciones legales o militares, porque el deudor es un país soberano. Los países deudores con mala reputación carecerán de acceso a estos mercados de capital.

### Enfoque de castigo
El enfoque de castigo estipula que el deudor será castigado de alguna forma, ya sea por acciones legales o fuerza militar. El acreedor utilizará amenazas para ver el retorno de su inversión. El castigo puede evitar que los deudores puedan pedir prestado en su propia moneda.

## Consecuencias
Los acreedores del Estado así como la economía y los ciudadanos se ven afectados por el incumplimiento soberano. 

### Consecuencias para los acreedores
El costo inmediato para los acreedores es la pérdida de capital e intereses adeudados por sus préstamos al país en incumplimiento. 
En este caso, muy a menudo hay negociaciones internacionales que terminan en una cancelación parcial de la deuda (como por ejemplo el Acuerdo de Londres sobre la deuda alemana, 1953) o una reestructuración de la deuda (por ejemplo Brady Bonds, en la década de 1980). Este tipo de acuerdo asegura el reembolso parcial cuando el acreedor acepta una renuncia de una gran parte de la deuda. En el caso de la crisis económica argentina (1999-2002), algunos acreedores optaron por aceptar la renuncia de hasta el 75% de las deudas pendientes, mientras que otros ("holdouts") eligieron en su lugar esperar un cambio de gobierno (2015) para obtener mejores ofertas de compensación. 
Para el propósito de la regulación de deudas, las deudas se pueden distinguir por la nacionalidad del acreedor (nacional o internacional) o por la moneda de las deudas (moneda propia o extranjera), así como si los acreedores extranjeros son de propiedad privada o estatal.

### Consecuencias para el Estado
Cuando un estado incumple con una deuda, el estado elimina (o ignora, según el punto de vista) sus obligaciones / deudas financieras con ciertos acreedores.     El efecto inmediato para el estado es una reducción en su deuda total y una reducción en los pagos sobre el interés de esa deuda. Por otro lado, un incumplimiento puede dañar la reputación del estado entre los acreedores, lo que puede restringir la capacidad del estado para obtener crédito del mercado de capitales. En algunos casos, los prestamistas extranjeros pueden intentar socavar la soberanía monetaria del estado deudor o incluso declarar la guerra (ver más arriba). 

### Consecuencias para el ciudadano
Si el ciudadano individual o ciudadano corporativo es un acreedor del Estado (por ejemplo , bonos del gobierno ), entonces un incumplimiento por parte del Estado puede significar una devaluación de su riqueza monetaria. 
Además, los siguientes escenarios pueden ocurrir en un Estado deudor a partir de un incumplimiento soberano: 
- Una crisis bancaria, ya que los bancos tienen que hacer amortizaciones en los créditos otorgados al Estado.
- Una crisis económica, ya que la demanda interior caerá y los inversores retirarán su dinero.
- Una crisis monetaria, ya que los inversores extranjeros evitan esta economía nacional.

Los ciudadanos de un Estado deudor pueden sentir el impacto indirectamente a través del alto desempleo y la disminución de los servicios y beneficios estatales. Sin embargo, un Estado monetariamente soberano puede tomar medidas para minimizar las consecuencias negativas, reequilibrar la economía y fomentar el progreso socioeconómico, como lo fue, por ejemplo, el caso del Plan Real de Brasil.

## Ejemplos de incumplimiento soberano
El fracaso de una nación para cumplir con los reembolsos de bonos se ha visto en muchas ocasiones. Felipe II de España dejó de pagar la deuda cuatro veces: en 1557, 1560, 1575 y 1596, convirtiéndose en la primera nación en la historia en declarar el incumplimiento soberano debido al aumento de los costos militares y la disminución del valor del oro, en momentos en que se había vuelto cada vez más dependiente de los ingresos de su imperio mercantil en América. Este incumplimiento soberano arrojó a los bancos alemanes al caos y terminó el reinado de los Fuggers como financieros españoles. Los banqueros genoveses proporcionaron al sistema de Habsburgo, de difícil manejo, un crédito fluido y un ingreso confiable y regular. A cambio, los envíos menos confiables de plata proveniente del continente americano se transfirieron rápidamente de Sevilla a Génova, para proporcionar capital para nuevas empresas militares. 
En la década de 1820, varios países latinoamericanos que habían ingresado recientemente al mercado de bonos en Londres incumplieron sus pagos. Estos mismos países incumplieron con frecuencia durante el siglo XIX, pero la situación se resolvió rápidamente con una renegociación de préstamos, incluida la cancelación de algunas deudas.
El hecho de no cumplir con los pagos volvió a ser común a finales de los años 20 y 30. A medida que aumentaba el proteccionismo de las naciones ricas y el comercio internacional caía especialmente después de la crisis bancaria de 1929, los países que poseían deudas denominadas en otras monedas tenían cada vez más dificultades para cumplir con los términos acordados en condiciones económicas más favorables. Por ejemplo, en 1932, los reembolsos programados de Chile excedieron las exportaciones totales de la nación.
Más recientemente, Grecia se convirtió en el primer país desarrollado en incumplir con el Fondo Monetario Internacional. En junio de 2015, Grecia incumplió un pago de $ 1.7 mil millones de dólares al FMI.